# Tinodes bicuspidalis
Tinodes bicuspidalis är en nattsländeart som beskrevs av Wolfram Mey 1992. Tinodes bicuspidalis ingår i släktet Tinodes och familjen tunnelnattsländor. Inga underarter finns listade i Catalogue of Life.